# Щербина, Александр Александрович
Александр Александрович Щербина (род. 6 августа 1988, Ленинград) — российский хоккеист, нападающий; тренер.
Воспитанник ДЮСШ по хоккею Санкт-Петербурга. Начинал играть в команде первой лиги чемпионата России (Д3) СКА-2 (2003/04 — 2008/09). В сезоне 2006/07 выступал в высшей лиге (Д2) за петербургский «Спартак». Два следующих сезона отыграл в команде высшей лиги ХК ВМФ, в сезоне 2007/08 дебютировал в Суперлиге за СКА, проведя одну игру. В декабре 2008 — январе 2009 сыграл шесть матчей в первом чемпионате КХЛ.
Выступал в командах КХЛ «Витязь» Чехов (2010/11), «Сочи» (2014/15 — 2015/16), «Северсталь» Череповец (2017/18). Играл в ВХЛ за ХК ВМФ (2011/12), «Нефтяник» Альметьевск (2012/13), «Буран» Воронеж (2013/14), «Динамо» СПб, «Сокол» Красноярск (2016/17), «СКА-Нева» (2018/19), «Хумо» Ташкент (2019/20). Последняя команда — клуб чемпионат Казахстана «Иртыш» Павлодар (декабрь 2020 — январь 2021).
Серебряный призер «ВХЛ — Кубка Шелкового пути» («СКА-Нева»). Бронзовый призер Универсиады 2013.
Тренер-преподаватель команда 2006 г. р. в школе «СКА-Стрельна».